# Лыжное двоеборье на зимних Олимпийских играх 1932
Соревнования по лыжному двоеборью на зимних Олимпийских играх 1932 в Лейк-Плэсиде прошли с 10 по 11 февраля. Был разыгран 1 комплект наград. В соревнованиях приняло участие 33 спортсмена из 10 стран, все три призовых места достались норвежцам. Победитель стал Йохан Грёттумсбротен.

## Медалисты
| Вид     | Золото                        | Серебро             | Бронза                    |
| ------- | ----------------------------- | ------------------- | ------------------------- |
| Мужчины | Йохан Грёттумсбротен Норвегия | Оле Стенен Норвегия | Ханс Виньяренген Норвегия |